# Unut Sevme
Albums de Candan Erçetin
Elbette Neden
Unut Sevme est le sixième album de la chanteuse turque Candan Erçetin. Les chansons de cet album sont en fait toutes des remix de la chanson Unut Sevme.

## Liste des chansons
1. Albüm Version
2. Funky House Mix (Radio Edit)
3. Afro-Orient Percussion Mix (Radio Mix)
4. Latin House Mix (Radio Edit)
5. Funky House Mix (Extended Version)
6. Afro-Orient Percussion Mix (Extended Version)
7. Latin House Mix (Extended Mix)